# Monte Oakleigh
Il monte Oakleigh (in inglese Mount Oakleigh) è una montagna situata sull'isola di Tasmania, in Australia. Localizzata nella municipalità di Meander Valley e nella parte sud-orientale del paese, dista circa 160 chilometri a nord-ovest della capitale dello stato Hobart.
Si erge lungo l'Overland Track e il monte Ossa è l'altura più vicina a tale vetta.

## Descrizione
La vetta del monte Oakleigh si trova a 1.280 metri sul livello del mare e la larghezza alla base è di 16,9 km.
Le parti più basse del monte Oakleigh sono molto scarsamente popolate, con una percentuale di soli 2 abitanti per chilometro quadrato; non esistono centri abitati di una certa dimensione nelle vicinanze.
Nella zona intorno all'Oakleigh cresce principalmente una foresta decidua sempreverde. La piovosità media annua è di 1.598 millimetri e il mese più piovoso è Agosto, con una media di 204 mm di precipitazioni, mentre il più secco, gennaio, fa registrare soli 63 mm di precipitazioni.